# Cheb Akil
Cheb Akil, artiestennaam van Akil Abdelkader (Khemis Miliana, 27 juni 1974 – Tanger, 14 juni 2013) was een Algerijns raïzanger en -componist.

## Biografie
Cheb Akil werd op jonge leeftijd ontdekt door talentenjager Abdelkader Cassidy. Hij viel op door zijn warme stem. Toen hij nog maar 13 jaar oud was kwam zijn eerste album uit. Daarop zingt hij liederen van zijn idolen Khaled, Cheb Mami en Cheb Hasni.
In 1989 bereikte Cheb Akil zijn doorbraak naar het grote publiek met het lied Ne me quitte pas Omri. In 1995 had hij een enorme hit met de titel Tahasdou oula T'ghirou (afgunstig of jaloers), waarvan meer dan een miljoen exemplaren verkocht werden.

## Overlijden
In de nacht van 13 op 14 juni 2013 raakte Cheb Akil, onderweg naar een concert dat hij die nacht zou geven in het Marokkaanse Tanger, betrokken bij een verkeersongeval. Hij was op slag dood. Zijn hoogzwangere vrouw, die naast hem zat, werd in kritieke toestand in het ziekenhuis opgenomen en zijn manager kwam met de schrik vrij.
- Bibliothèque nationale de France: cb16671436t (data)
- MusicBrainz: 9e963585-f002-4671-8fbc-0f923224a965
- Virtual International Authority File: 22363392